# 上阿尔韦罗
阿尔韦罗阿尔托，是西班牙阿拉贡自治区韦斯卡省的一个市镇。总面积19平方公里，总人口108人（2001年），人口密度6人/平方公里。